# Strada statale 242 di Val Gardena e Passo Sella
La strada statale 242 di Val Gardena e Passo Sella (SS 242, in tedesco Grödner Straße), chiamata anche strada delle Dolomiti Gardenesi, è una strada statale italiana che scorre nell'Alto Adige. Attraversa il paesaggio che nel 2009, è stato insignito del titolo di Patrimonio mondiale Dolomiti.

## Tracciato
La strada statale 242 percorre il territorio del Trentino-Alto Adige per 36,700 km mettendo in comunicazione Canazei in val di Fassa con Selva di Val Gardena. Al chilometro 31, a Ponte Gardena, si stacca dalla strada del Brennero e attraversa tutta la Val Gardena, supera il Passo Sella a 2240 m e termina all'incrocio con la strada statale 48 delle Dolomiti tra Canazei e il Passo Pordoi. Rappresenta uno dei collegamenti più importanti delle regioni dolomitiche. Il suo percorso fu parzialmente tracciato durante la prima guerra mondiale nella costruzione di una strada militare destinata principalmente al rifornimento della zona di confine.

## Storia

### Costruzione della strada

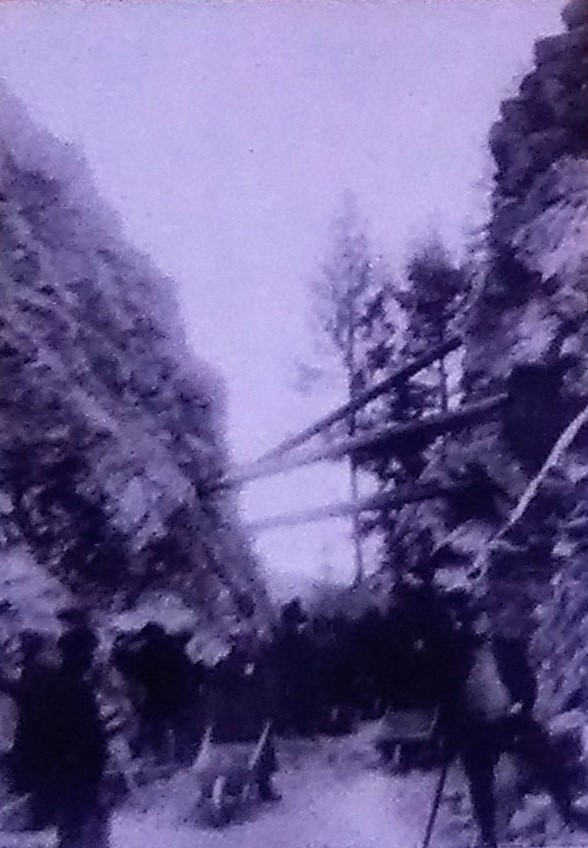
Val Gardena - Prigionieri di guerra

Nel 1914, anno dell'inizio del conflitto mondiale, l'impero austro-ungarico possedeva reti stradali poco sviluppate e difficilmente praticabili da autoveicoli e insufficienti da un punto di vista economico. Il Passo Sella non possedeva ancora nessun tipo di strada e l'approvvigionamento del fronte tirolese veniva effettuato tramite ferrovia. Però le vie esistenti non conducevano in nessun modo in prossimità della zona del fronte. La reale zona di confine era raggiungibile solamente tramite sentieri difficoltosi: a mantenere le posizioni in alta quota erano gli animali da soma ed i portatori, prigionieri di guerra che dovevano rifornire le prime linee. Tuttavia durante la stagione invernale e in caso di condizioni meteorologiche avverse la mancanza di rifornimenti poteva diventare parecchio critica.
Per evitare di incappare in problemi dovuti all'assenza di rifornimenti al fronte la rete stradale doveva venire adeguatamente migliorata in modo da facilitare il trasporto dei materiali. Per questo nel luglio 1915 il comando dell’Alpenkorps, presentò il progetto e il programma di costruzione per la strada del Passo Sella. Questi lavori vennero condotti e svolti in comune dai pionieri tedeschi, dalla truppa del genio austriaco e da diverse centinaia di prigionieri di guerra prevalentemente di provenienza russa. La realizzazione di questa strada rese le autocolonne i più importanti mezzi di comunicazione per poter inviare velocemente materiali e rinforzi al fronte. Per quanto riguarda il trasporto al di fuori dei sentieri e delle strade transitabili, rimase ancora quello effettuato per mezzo di animali da soma o a spalla da parte di soldati e portatori.. Proprio per questo motivo in seguito fu progettata una rete di teleferiche.

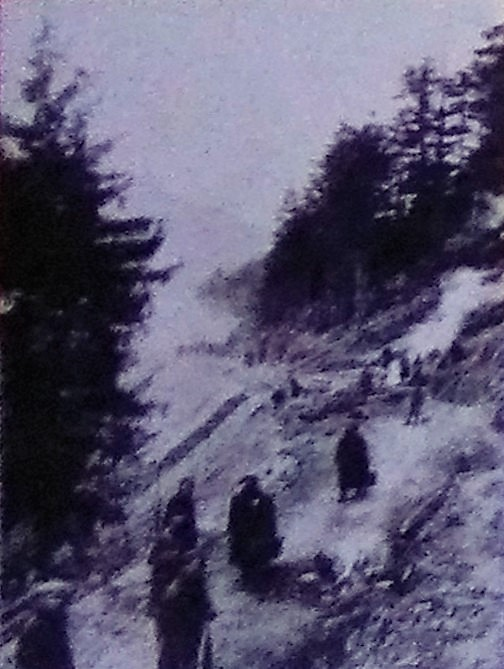
Val Gardena - Prigionieri di guerra utilizzati nella costruzione della ferrovia

I prigionieri di guerra, impiegati nei lavori di costruzione della strada di Passo Sella prima ed in altri progetti in seguito, arrivarono in Val di Fassa nell'estate del 1915. Vennero fatti alloggiare in una baracca vicina all'hotel Pordoi, ad Arabba, il quale era stato trasformato in un ospedale da campo. Molti di questi prigionieri, nonostante fosse impedito dalla Convenzione di Ginevra, furono usati per il trasporto di materiali. Coloro che erano impiegati a livello statale e bellico erano trattati come bestie.. Venivano utilizzati in lavori estremamente faticosi con una quasi totale mancanza di cibo e sotto la severa e violenta sorveglianza di aguzzini che non di rado li torturavano e punivano. A volte, in preda alla fame, andavano a rubare nei campi, ma quando venivano scoperti, i proprietari li appendevano sugli alberi e li facevano scendere solo quando stremati. La condizione dei prigionieri di guerra venne in seguito definita un abbassamento ad un rango inferiore, animalesco, poiché era stata tolta loro ogni dignità umana assieme ai più elementari mezzi di sopravvivenza. Fortunatamente non tutti i prigionieri venivano trattati allo stesso modo, quelli più fortunati venivano affidati alle famiglie della Val di Fassa affinché aiutassero con i lavori nei campi e nelle stalle. A questi ultimi fu tendenzialmente riservato un trattamento più umano.
Numericamente si parla di 422 prigionieri di guerra impiegati in cantieri stradali ed altri 150 utilizzati per la costruzione di sentieri sul Passo Sella nel 1915. Per poter attestare la presenza dei prigionieri di guerra durante il periodo di costruzione della strada si può leggere a proposito di una piccola inserzione presente a lato della strada nel 1923 la quale riportava il fatto che nel 1915 in quel luogo erano presenti 500 prigionieri russi impegnati nella costruzione di essa. Non era raro che prigionieri assegnati alle famiglie fossero successivamente usati per la costruzione di strade e ferrovie. La loro vita fu di fame, miseria, stenti, malattie, punizioni e molti non sopravvissero alle inumane condizioni di lavoro. Anche se la loro presenza costituì da un lato un problema economico, furono necessari per colmare le carenze di manodopera durante il periodo di guerra nel quale gli uomini erano a combattere.

### La costruzione delle teleferiche
Le teleferiche mantenevano anche in inverno un efficiente collegamento di trasporti che poteva superare anche tratti di terreno impervio. Per rendere il rifornimento militare ancora più efficiente vennero costruite, sempre durante l'anno 1915, delle teleferiche operanti attorno al gruppo del Sella che convergevano in una rete viaria. Si venne a creare in questo modo un sistema convergente di rifornimenti, che doveva in parte sostituire il trasporto su strada. Per lo sviluppo di questo progetto l'Alpenkorps creò un'apposita sezione "vie di comunicazione" composta da due comandi. Le funivie richiedevano un pesante lavoro di preparazione che iniziò in agosto. Entrambi i comandi con il compito di realizzare le teleferiche vennero rinforzati con soldati appositamente destinati e soprattutto da centinaia di prigionieri, in gran parte russi, i quali arrivarono in 4000 nell'estate del 1915 in Val Gardena e furono in parte impiegati nei lavori di costruzione. Questi ultimi vivevano in baracche a Stetteneck. Dovettero svolgere le mansioni più faticose e usuranti. Furono impiegati inizialmente per liberare dai metri di neve accumulati la strada e successivamente vennero utilizzati come cavalli da tiro per trascinare i materiali necessari per realizzare il progetto.
I lavori delle prime teleferiche furono terminati, in seguito ad un estenuante lavoro soprattutto da parte dei prigionieri di guerra, nel settembre dello stesso anno. All'inizio del 1916 il lavoro era ultimato ed incominciò a funzionare e a trasportare in modo rapido e sicuro i rifornimenti. Potevano trasportare ogni giorno un totale di 240 tonnellate di materiale.

## Turismo e sport

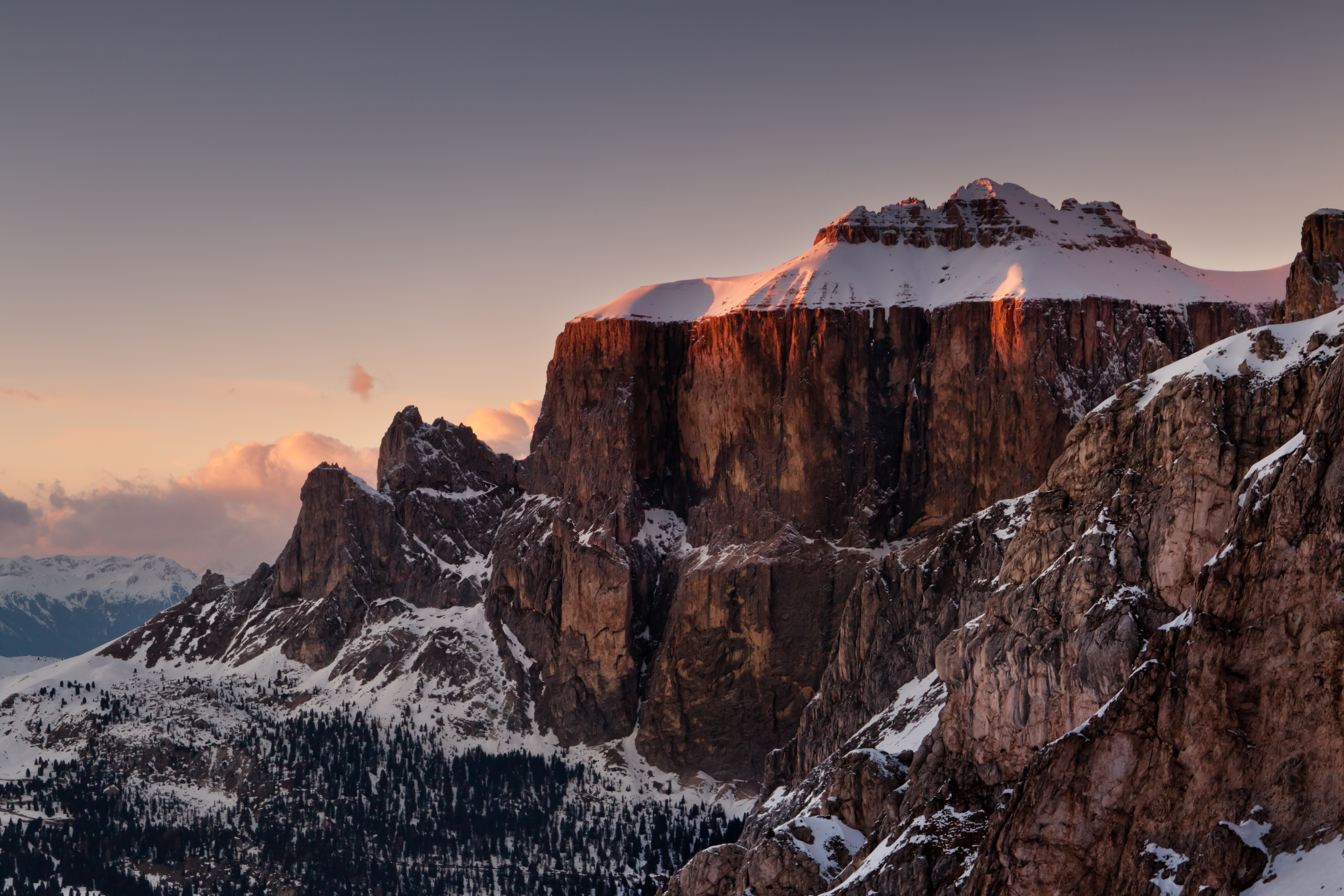
Tramonto sul Gruppo del Sella

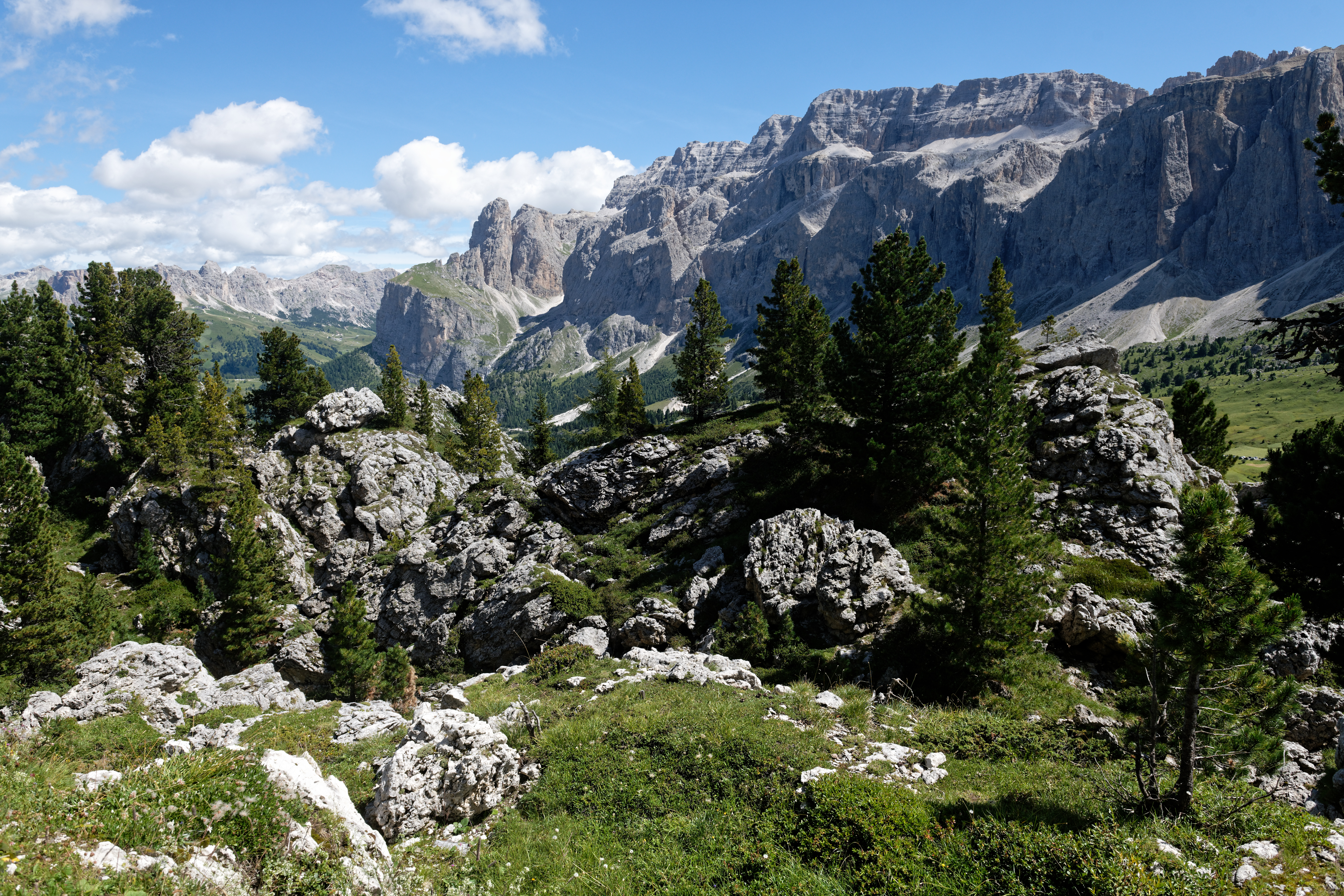
Il Sassolungo

Fin dal primo dopoguerra il Passo Sella è una meta turistica rinomata dai turisti ed è in particolare apprezzata per i suggestivi panorami del gruppo del Sella dominato dalle splendide Torri e l'indimenticabile veduta panoramica sul gruppo del Sassolungo, per la spettacolare fioritura del rododendro montano che avviene solitamente verso fine giugno e per i tramonti mozzafiato.
Attualmente, con la varietà delle sue strutture ricettive, dagli hotel ai rifugi, il Passo Sella è una località ricercata da chi desidera stare a contatto con la natura e praticare sport.
Durante tutto l'anno la strada del Passo Sella è una meta turistica gettonata soprattutto dagli sportivi.
Nella stagione invernale si pratica lo sci di discesa grazie alle splendide piste ed agli impianti di risalita. Sono inoltre molto apprezzate anche le escursioni con gli sci d'alpinismo o con le ciaspole lungo dei suggestivi percorsi.
Durante la bella stagione è molto frequentata dagli appassionati di ciclismo. Su questa strada è passato per molte volte il Giro d'Italia. In estate si possono fare molte altre attività, in particolare il trekking è praticabile su moltissimi sentieri.

## Strada statale 242 dir di Val Gardena e Passo Sella
La strada statale 242 dir di Val Gardena e Passo Sella (SS 242 dir) è una strada statale italiana che si snoda nell'Alto Adige.
Rappresenta la diramazione della strada statale 242 di Val Gardena e Passo Sella, che ha inizio al casello autostradale di Chiusa-Val Gardena dell'A22 Modena-Brennero e prosegue fino ad innestarsi sulla stessa SS 242 poco prima di Ortisei.
In seguito al decreto legislativo 2 settembre 1997, n° 320, dal 1º luglio 1998, la gestione è passata dall'ANAS alla Provincia autonoma di Bolzano e alla Provincia autonoma di Trento per le tratte territorialmente competenti. Quest'ultima ha lasciato la classificazione e la sigla di statale (SS) alla strada, poiché non si tratta di un trasferimento dal demanio dello Stato a quello delle Regioni, ma di una delega in materia di viabilità e pertanto la titolarità resta sempre in capo allo Stato.